# Восьмимартівська сільська рада
Восьмима́ртівська сільська рада (рос. Восьмимартовский сельский совет) — муніципальне утворення у складі Єрмекеєвського району Башкортостану, Росія. Адміністративний центр — село імені 8 Марта.

## Населення
Населення — 965 осіб (2019, 1129 в 2010, 1225 в 2002).

## Склад
До складу поселення входять такі населені пункти:
| Населений пункт       | Населення, осіб (2002) | Населення, осіб (2010) |
| --------------------- | ---------------------- | ---------------------- |
| Знаменка, село        | 68                     | 45                     |
| імені 8 Марта, село   | 814                    | 778                    |
| Новошахово, село      | 296                    | 262                    |
| Талди-Булак, присілок | 47                     | 44                     |